# Грабау (Штормарн)
Грабау (нем. Grabau) — община в Германии, в земле Шлезвиг-Гольштейн.
Входит в состав района Штормарн. Подчиняется управлению Бад Ольдеслё-Ланд. Население составляет 778 человек (на 31 декабря 2010 года). Занимает площадь 9,14 км².